# قلعه ایروان
قلعه ایروان (به ارمنی Երևանի բերդը - به انگلیسی Yerevan Fortress - Erivan Fortress)، قلعه‌ای است که در اوایل سده ۱۶ میلادی در مرکز ایروان، ساحل چپ رود هرازدان در محل فعلی کارخانه شراب‌سازی آرارات ایروان به دستور سردار فرهاد پاشا فرمانده نیروهای عثمانی در سال ۱۵۸۳ میلادی ساخته شد.

## تاریخ
در ۱۵۸۳ میلادی، نیروهای عثمانی به فرماندهی سردار فرهاد پاشا با سپاهیان بزرگی به منطقه هجوم آوردند و این بار نه تنها ارمنستان بلکه آذربایجان و تبریز را نیز به اشغال خود درآوردند و به دستور فرهاد پاشا در محل «کاخ خان ایروان» اقدام به ساختن قلعه‌ای کردند. برای این منظور، اهالی شهر را به کار گرفتند و آنان را مجبور کردند کلیهٔ بناهای سنگی و کلیساهای شهر را ویران کنند تا از سنگ‌های آنها برای ساختن دیوارهای قلعه استفاده کنند. در ۱۶۰۳ میلادی، نیروهای ایران به فرماندهی شاه عباس اول تمامی مناطق تحت اشغال عثمانی را بازپس گرفتند و قلعهٔ ایروان را نیز، پس از نه ماه محاصره، فتح کردند.

## قلعه ایروان

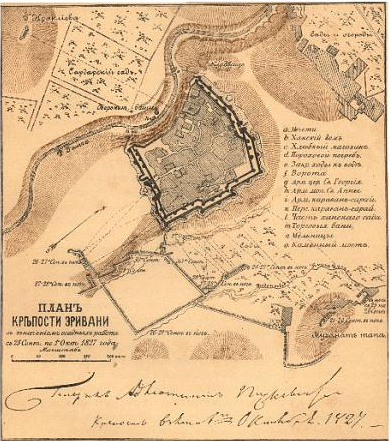
نقشه قلعه ایروان ۱۸۲۷ میلادی

قلعه ایروان، کاخ سردار که در محل فعلی کارخانه شراب‌سازی آرارات، در نزدیکی ساختمان فعلی شهرداری ایروان، در کنار رود هرازدان، قرار داشت، محل استقرار خان ایروان و اطرافیان وی بود. قلعه ایروان را عثمانی‌ها با محصور کردن کاخی که صفویان در این مکان ساخته بودند بنا کردند. قلعه دارای پلانی مربع شکل با دو ردیف حصار با مصالح خشت و آجر بود که از سه سمت محوطه بزرگی را محصور می‌کرد و از سمت غربی به علت مشرف بودن به دره عمیق رود هرازدان فاقد حصار بود. در بین دیوارهای قلعه، پنجاه الی شصت برج نیم دایره برای دفاع بنا و در اطراف دیوارها خندقی به عمق پانزده الی بیست متر حفر شده بود که به هنگام جنگ آن را از آب پر می‌کردند.
قلعه دارای دو دروازه در دو سمت شمال و جنوب به نام‌های «باب شیروان» و «تبریز قاپوسی» بود که در بالای آنها نقش بزرگ شیر و خورشید قرار داشت. راه مخفی ای نیز به دره کناری وجود داشت که درب آن در داخل کاخ بود. قلعه ایروان را در واقع می‌توان شهری در درون شهری دیگر دانست چون به غیر از ساختمان‌های مختلف کاخ، اقامتگاه خان و ساختمان سه طبقه حرمسرای وی، با حمام مجزا و استخر آن، خانه‌های متعددی نیز در بین دیوارهای قلعه بود که مجموع هشتصد خانوار در آنها سکونت داشتند. در وسط قلعه، میدانی بود که اطراف آن مغازه‌های متعددی قرار داشت. تعدادی از این مغازه‌ها متعلق به ارمنی‌ها بود ولی ارمنی‌ها حق سکونت در قلعه را نداشتند و با غروب آفتاب و پیش از بسته شدن دروازه‌ها، می‌بایستی مغازه‌های خود را تعطیل و قلعه را ترک می‌کردند. در محوطه قلعه، دو مسجد وجود داشت که یکی را سردار عثمانی، رجب پاشا، در ۱۷۲۵ میلادی برای سنی‌ها بنا کرده بود و مسجد دیگر را، به نام مسجد عباس میرزا، حسینقلی خان سردار ایروانی در اواخر تسلط قاجار بر شهر ساخته بود. پس از آنکه نیروهای روس قلعه را تصرف کردند، مسجد عثمانی به «کلیسای ارتدکس روس» تبدیل و بعد از مدتی ویران و کلیسای روس در محل آن بنا شد ولی مسجد عباس میرزا تا زمان تخریب قلعه پابرجا بود.
از بناهای داخل کاخ، کاخ «ایوان شیشه بند» است. این کاخ در ۱۷۹۸ میلادی به دستور محمدقلی‌خان قاجار، خان ایروان بنا شد. طبق روایت لینچ، کاخ در واقع ایوانی بزرگ مشرف به رود هرازدان و کوه آرارات بوده که تمامی دیوارها و سقف آن آیینه بندی شده بوده و از دیوارهای آن عکس حسینقلی خان سردار ایروانی و برادرش، محمدحسن خان سردار ایروانی، فتحعلی شاه و همچنین عباس میرزا آویزان بوده و در وسط تالار حوضی از سنگ مرمر با چهار فواره آب و در مقابل آن، محل جلوس خان قرار داشته است.

## نگارخانه

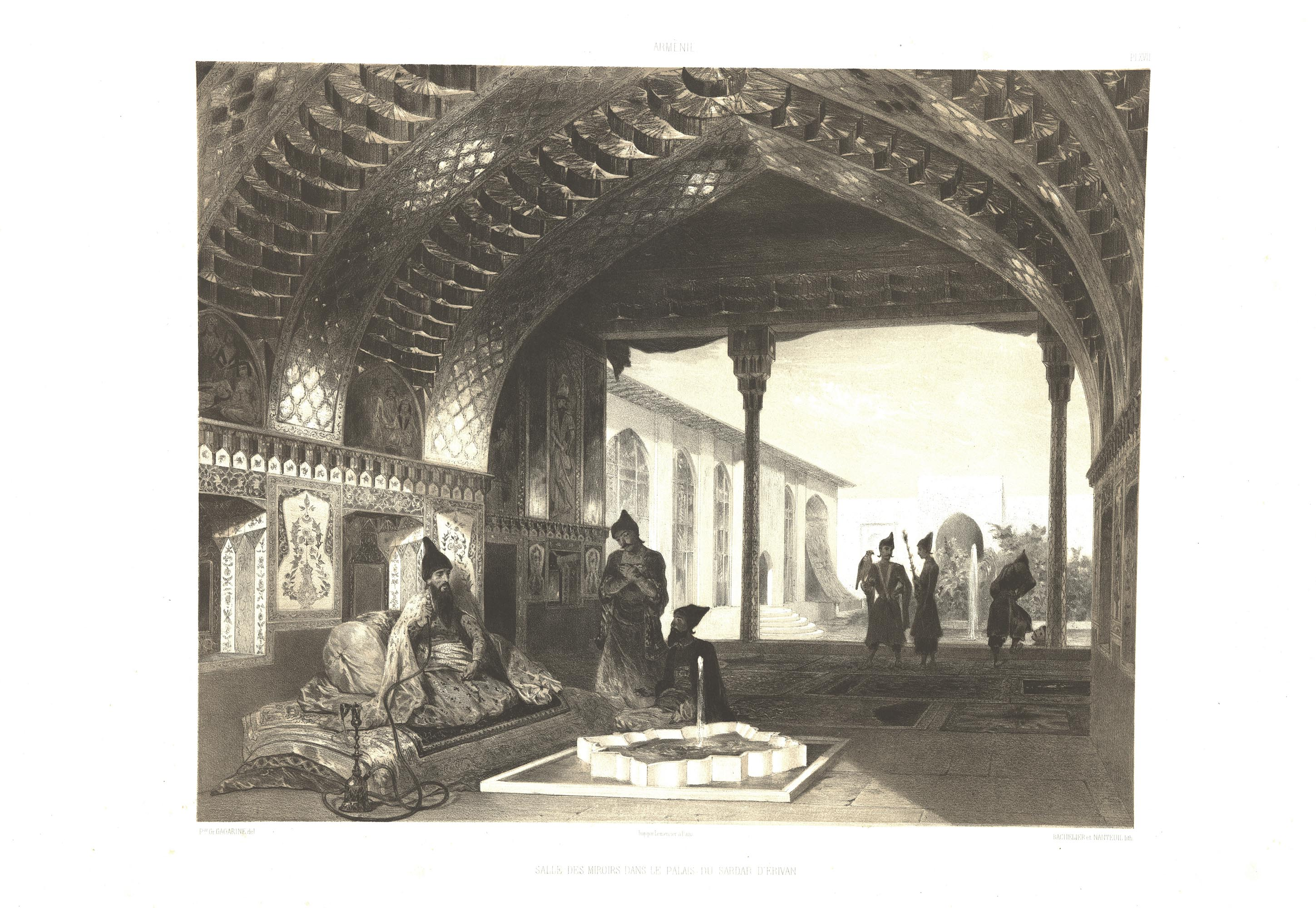
ایوان شیشه بند
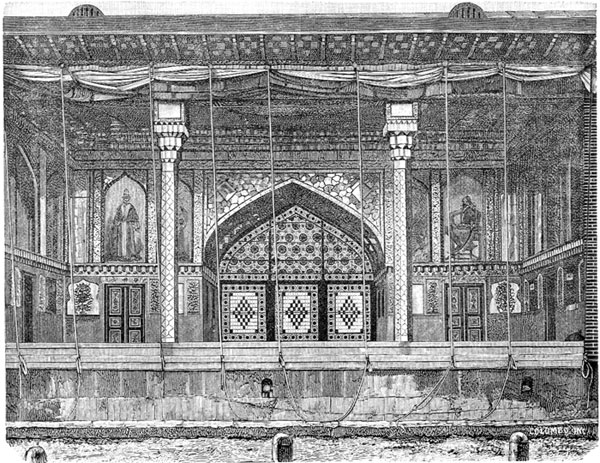
کاخ سردار
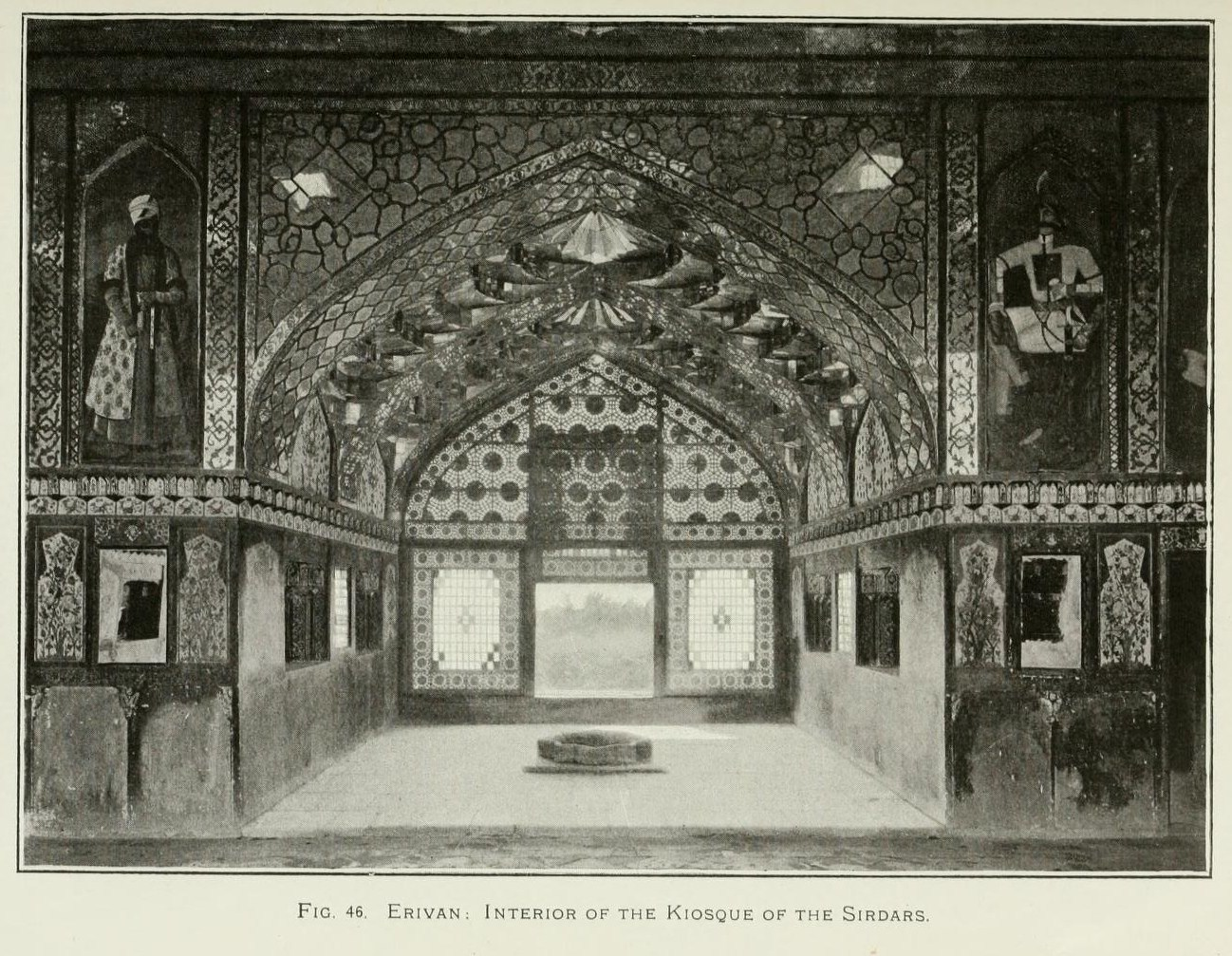
کاخ سردار
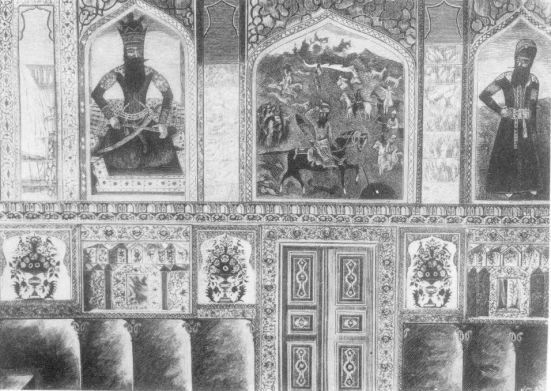
دیوار کاخ سردار ۱۸۲۸ میلادی
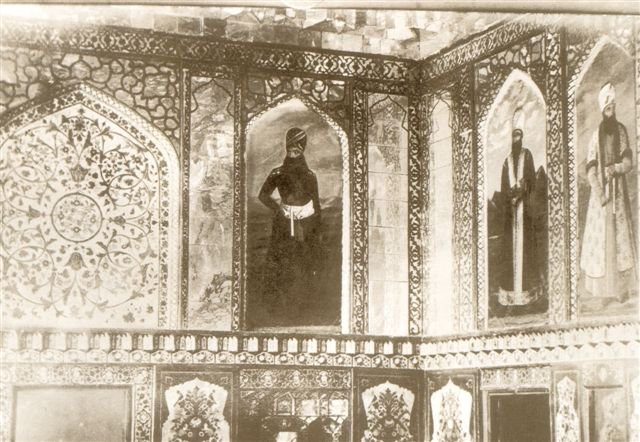
نقاشی سرداران ایروانی در کاخ سردار ایروان
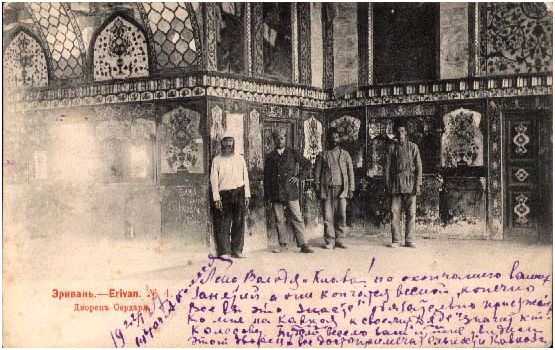
داخل کاخ سردار ۱۹۱۷ میلادی
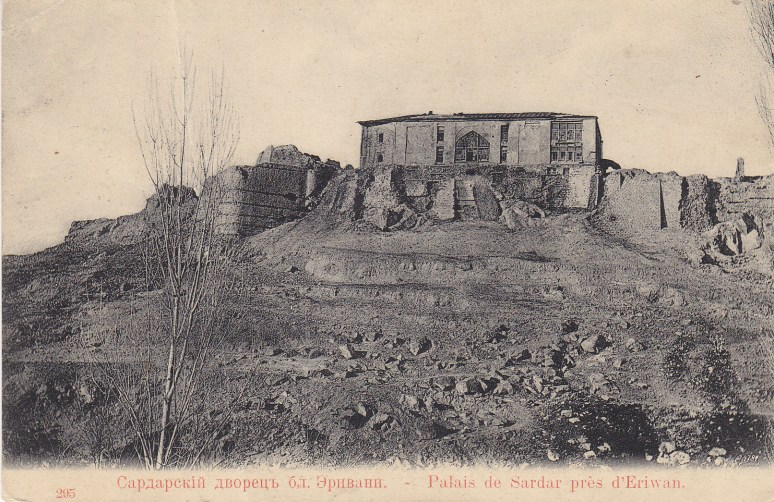
کاخ سردار ۱۹۱۴ میلادی